# Piola (chrząszcz)
Piola – rodzaj chrząszczy z rodziny kózkowatych i podrodziny zgrzypikowych.

## Zasięg występowania
Przedstawiciele tego rodzaju występują w Ameryce Południowej od Kolumbii po Argentynę.

## Systematyka
Do Piola należy 6 gatunków:
- Piola colombica
- Piola quiabentiae
- Piola rubra
- Piola schiffi
- Piola unicolor
- Piola wappesi